# Динамо Йедлика

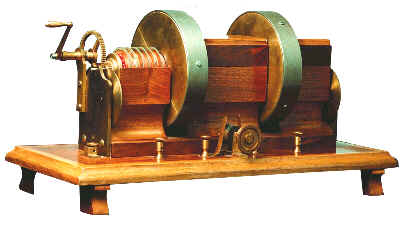
Динамо Йедлика

Динамо Йедлика. В 1827 г. Аньош Йедлик начал экспериментировать с электромагнитными вращающимися устройствами, которые он называл электромагнитные полу-роторы. В прототипе однополюсного электрического стартёра (закончен между 1852 г. и 1854 г.) обе части, стационарная и вращающаяся, были электромагнитными. Он сформулировал концепцию динамо за 6 лет до Сименса и Уитстона. В концепции вместо постоянных магнитов два электромагнита, противоположные друг другу, индуцировали магнитное поле вокруг ротора.